# Леди-Баррон (водопад)
Леди-Баррон (англ. Lady Barron Falls) — водопад, находящийся на территории национального парка Маунт-Филд на острове Тасмания (Австралия).

## География и описание
Водопад Леди-Баррон расположен на ручье Леди-Баррон-Крик (Lady Barron Creek), в восточной части национального парка Маунт-Филд. Примерно в 2 км ниже водопада, в районе населённого пункта Нашенал-Парк, Леди-Баррон-Крик впадает в реку Тайенна, являющуюся притоком реки Деруэнт.
Водопад Леди-Баррон состоит из нескольких каскадов. Высота падения воды составляет около 8 м, сам водопад расположен на высоте около 215 м над уровнем моря.
Водопад назван в честь Клары Баррон (Clara Barron), первой леди Тасмании, жены Гарри Баррона, губернатора Тасмании в 1909—1913 годах (затем, в 1913—1917 годах, он был губернатором Западной Австралии).

## Туристские маршруты
Водопад Леди-Баррон находится на замкнутом маршруте («петле») Three Falls Circuit, в который, кроме него, входят ещё два водопада национального парка Маунт-Филд — Расселл и Хорсшу. Тропа начинается от автомобильной стоянки у центра для посетителей национального парка Маунт-Филд, находящегося примерно в 70 км от города Хобарт (столицы штата Тасмания). Сначала надо идти по направлению к водопаду Расселл, затем к расположенному вблизи него водопаду Хорсшу. Далее тропа продолжается к водопаду Леди-Баррон, путь до которого от водопада Хорсшу занимает 40—60 минут. По тропе, проходящей вдоль ручья Леди-Баррон-Крик, от водопада Леди-Баррон можно вернуться к автомобильной стоянке. Протяжённость маршрута Three Falls Circuit с тремя водопадами Расселл, Хорсшу и Леди-Баррон составляет около 6 км (по другим данным, 6,7 км), и его прохождение занимает 2—2,5 часа.
Альтернативный вариант — начать маршрут от автомобильной стоянки у Tall Trees Walk («тропы высоких деревьев»), находящейся у дороги C609 Лейк-Добсон-Роуд (Lake Dobson Road). В этом случае путь до водопада Леди-Баррон и обратно занимает около одного часа.